# VBMR Griffon
VBMR Griffon (francouzsky: Véhicule Blindé Multi-Rôles) je francouzský víceúčelový kolový obrněný transportér 6x6 vyvíjený v rámci rozsáhlého modernizačního programu Scorpion. Slouží pro přepravu vojáků a vybavení, plánován je vývoj dalších specializovaných verzí. Vozidlo je vyvíjeno primárně pro francouzskou armádu. Prvním zahraničním zákazníkem se roku 2017 stala Belgie, roku 2024 následovaná Lucemburskem. Objednávka je projevem rozvíjející se obrané spolupráce všech tří států.

## Vývoj

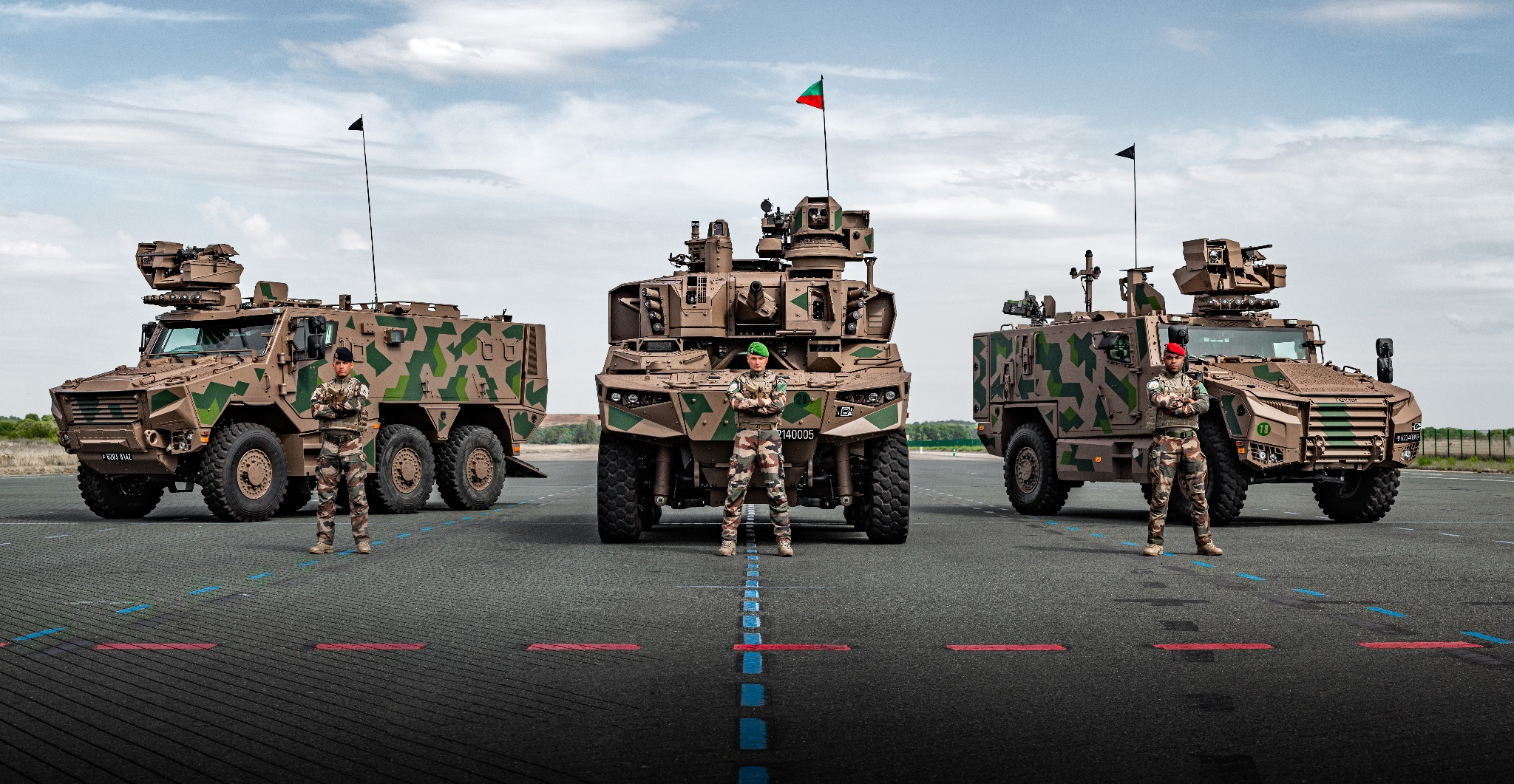
Trojice platforem vyvinutých v rámci programu Scorpion (zleva): VBMR Griffon, EBRC Jaguar a VBMR-L Serval

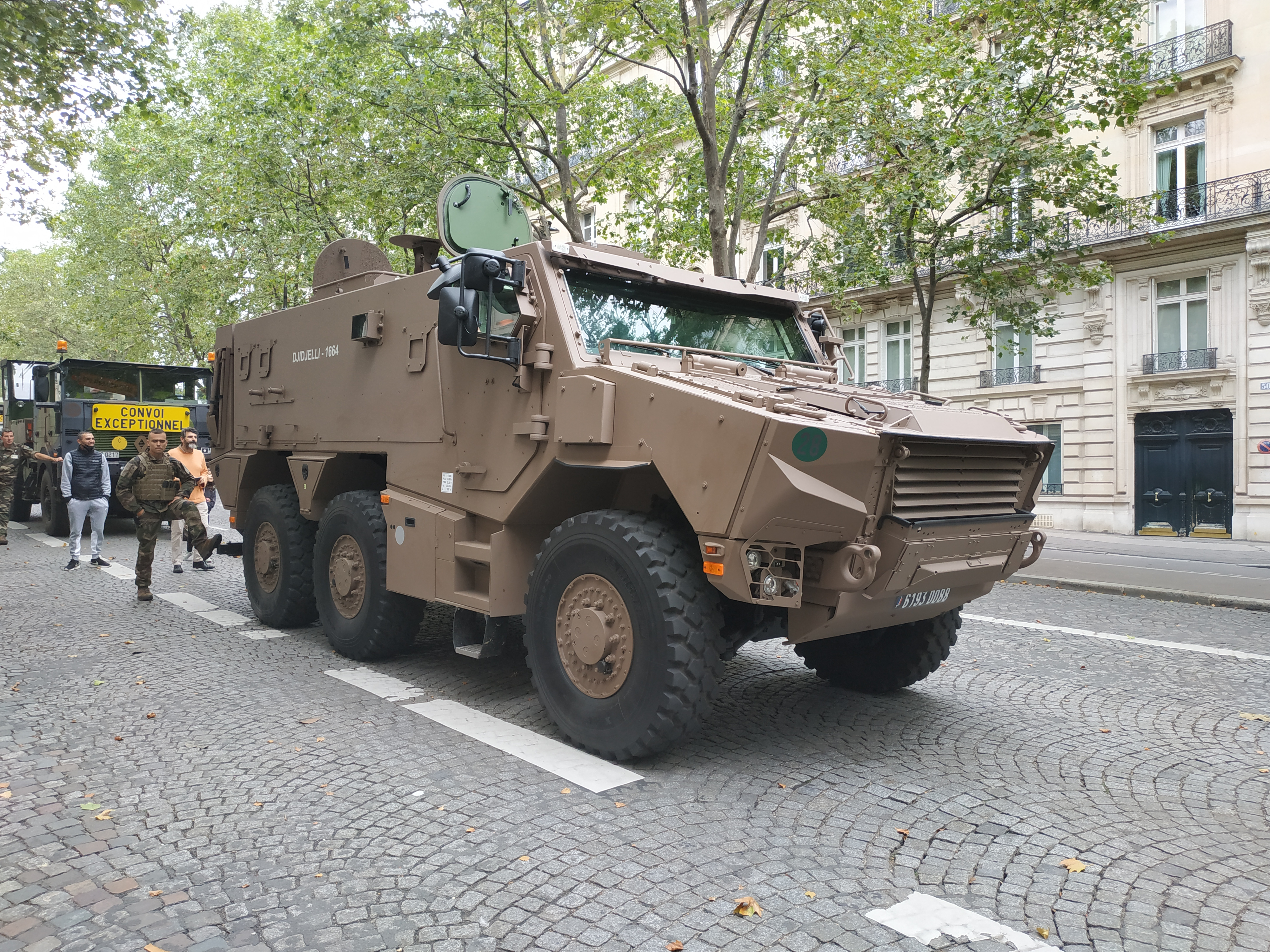
VBMR Griffon

Vozidlo Griffon je vyvíjeno v rámci rozsáhlého francouzského modernizačního programu Scorpion, zahájeného roku 2014. Jeho cílem je nejen modernizace tanků Leclerc a vývoj nové generace bojových vozidel a transportérů, ale také vznik řady moderních elektronických systémů (komunikace, sdílení dat, situační povědomí), integrovaných do jednotného systému velení. Program realizuje konsorcium GME (Groupement Momentané d'Entreprises) tvořené společnostmi Nexter Systems, Renault Trucks Defense a Thales. Vyvíjeny jsou dva typy nových vozidel: kolové bojové vozidlo EBRC Jaguar a obrněný transportér 6x6 VBMR Griffon, který má mít také lehkou verzi 4x4 VBMR-L Serval (Véhicule Blindé Multi-Rôle Léger). Vozidla Jaguar a Griffon sdílejí celou řadu komponentů. 
Francouzská armáda plánuje, že do roku 2025 získá 110 vozidel Jaguar a 780 vozidel Griffon. Celkově má francouzská armáda zájem o získání 1722 vozidel VBMR a 358 vozidel VBMR-L. Griffony a Servaly ve službě nahradí stárnoucí transportéry Véhicule de l'Avant Blindé (VAB).
Základem Griffonu je technologický demonstrátor BMX-01 vyvíjený společností Renault Trucks Defense od roku 2011 a roku 2014 představený veřejnosti. Prototyp samotného Griffonu byl poprvé představen roku 2016. Zahájení dodávek sériových vozidel je plánováno na rok 2018.

## Export
V červnu 2017 belgická vláda odsouhlasila plán na zakoupení 417 vozidel Griffon a 60 vozidel Jaguar, které nahradí obrněné transportéry (6x6) Piranha IIIC a obrněné automobily (4x4) Dingo 2 belgické armády. Dodávky mají proběhnout v letech 2025-2030.
Roku 2024 Lucemburský parlament schválil akvizici průzkumných vozidel Jaguar, i vozidel Griffon a Serval. Objednáno bylo 38 vozidel Jaguar, šestnáct vozidel Griffon a pět vozidel Serval.

## Konstrukce

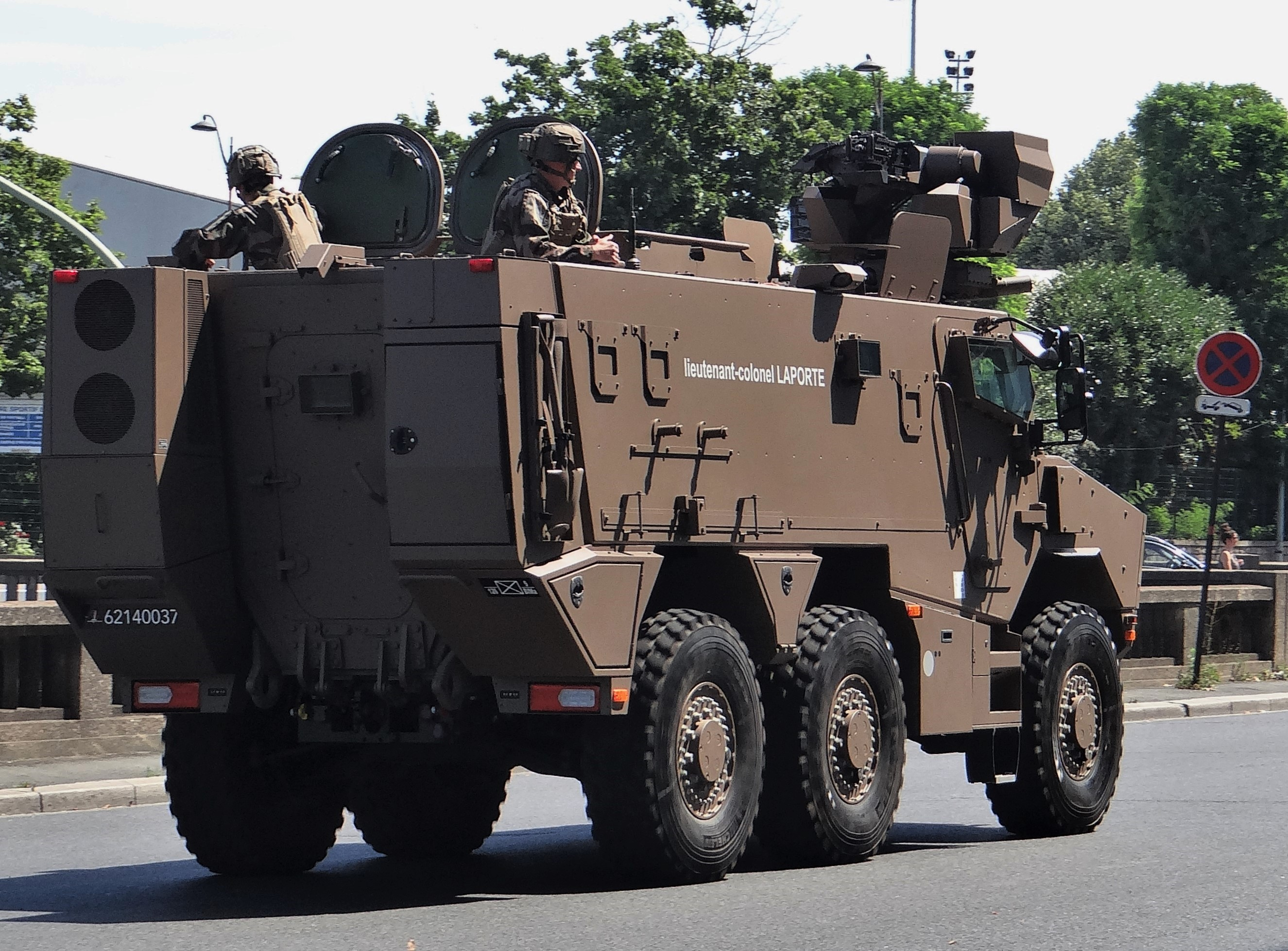
VBMR Griffon

Griffon má konvenční uspořádání s motorem vpředu, za kterým se nachází kabina dvou členů posádky a nákladový prostor pro osm vojáků. Griffon bude začleněn do francouzskou armádou využívaného komplexního digitálního systému velení, řízení, spojení, sledování, zaměřování cílů a průzkumu C4ISTAR. Oproti transportéru VAB je Griffon výrazně lépe chráněn. Základní pancéřová ochrana konstrukce (NATO STANAG 4569 Level 4) odolá kulometné munici ráže 14,5 mm a výbuchu 10 kg TNT pod kolem. Ochranu lze dále zesílit instalací přídavných plátů. Odolnost zlepšuje tvarování trupu do V. Posádka má k dispozici pár bočních dveří a výsadek využívá dveří na zádi. K úniku v případě nouze slouží také střešní poklopy.
Vozidlo je vyzbrojeno dálkově ovládanou zbraňovou stanicí, která může nést 12,7mm kulomet, 7,62mm kulomet, nebo 40mm granátomet. Pohání jej turbodiesel Renault DXi7 o výkonu 400 hp. Je to vlastně upravený komerční motor pro nákladní automobily. Nejvyšší rychlost dosahuje 110 km/h. Dojezd je 800 km.